# Sourires et Larmes
Pour plus de détails, voir Fiche technique et Distribution.
Sourires et Larmes (Löjen och tårar) est un film suédois réalisé par Victor Sjöström, sorti en 1913.

## Fiche technique
- Titre original : Löjen och tårar
- Titre français : Sourires et Larmes
- Réalisation : Victor Sjöström
- Scénario : Charles Magnusson d'après la pièce de Johan Jolin (sv)
- Photographie : Julius Jaenzon et Mat van Hensbergen
- Pays de production : Suède
- Format : Noir et blanc - 1,33:1 - Film muet
- Genre : court métrage, drame
- Durée : 33 minutes
- Date de sortie : 1913

## Distribution
- Victor Lundberg (sv) : Drager
- Mia Hagman (sv) : Augusta, la femme de Drager
- Richard Lund : Arvid Drager, le fils d'Augusta et Drager
- Tutt Spångberg : Hilda
- Hugo Björne : Larsson, le maçon
- Justus Hagman (sv) : Ferdinand, gouvernant
- Agnes Öberg : la fiancée d'Arvid
- Eric Lindholm (sv) : le valet de Drager